# كيني هيكي
كيني هيكي (بالإنجليزية: Kenny Hickey)‏ هو عازف قيثارة ومغني أمريكي، ولد في 22 مايو 1966 في بروكلين في الولايات المتحدة.

## وصلات خارجية
- كيني هيكي على موقع IMDb (الإنجليزية)
- كيني هيكي على موقع ميوزك برينز (الإنجليزية)
- كيني هيكي على موقع إن إن دي بي (الإنجليزية)
- كيني هيكي على موقع أول ميوزيك (الإنجليزية)
- كيني هيكي على موقع ديسكوغز (الإنجليزية)